# 王子稲荷神社

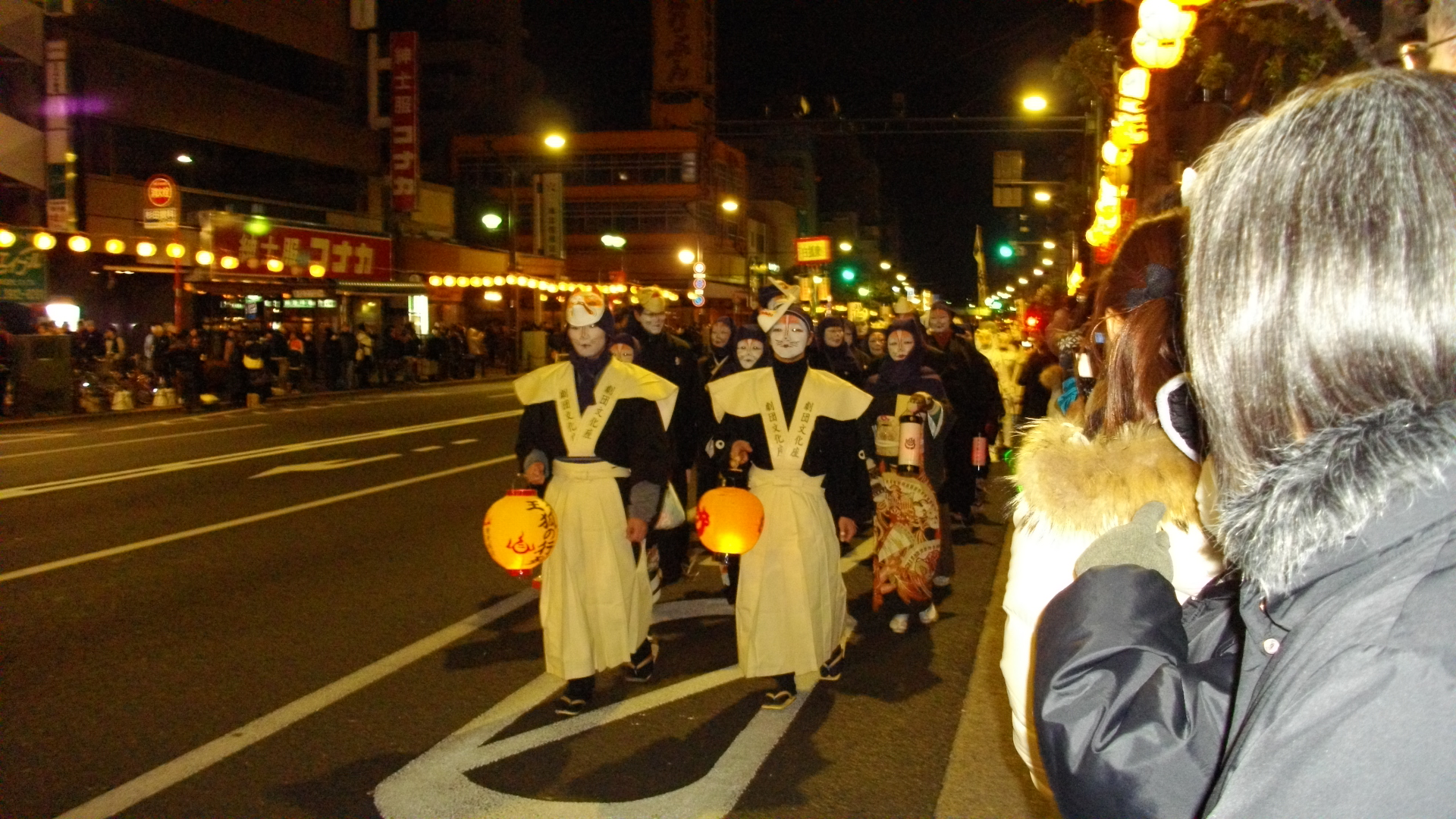
大晦日狐の行列

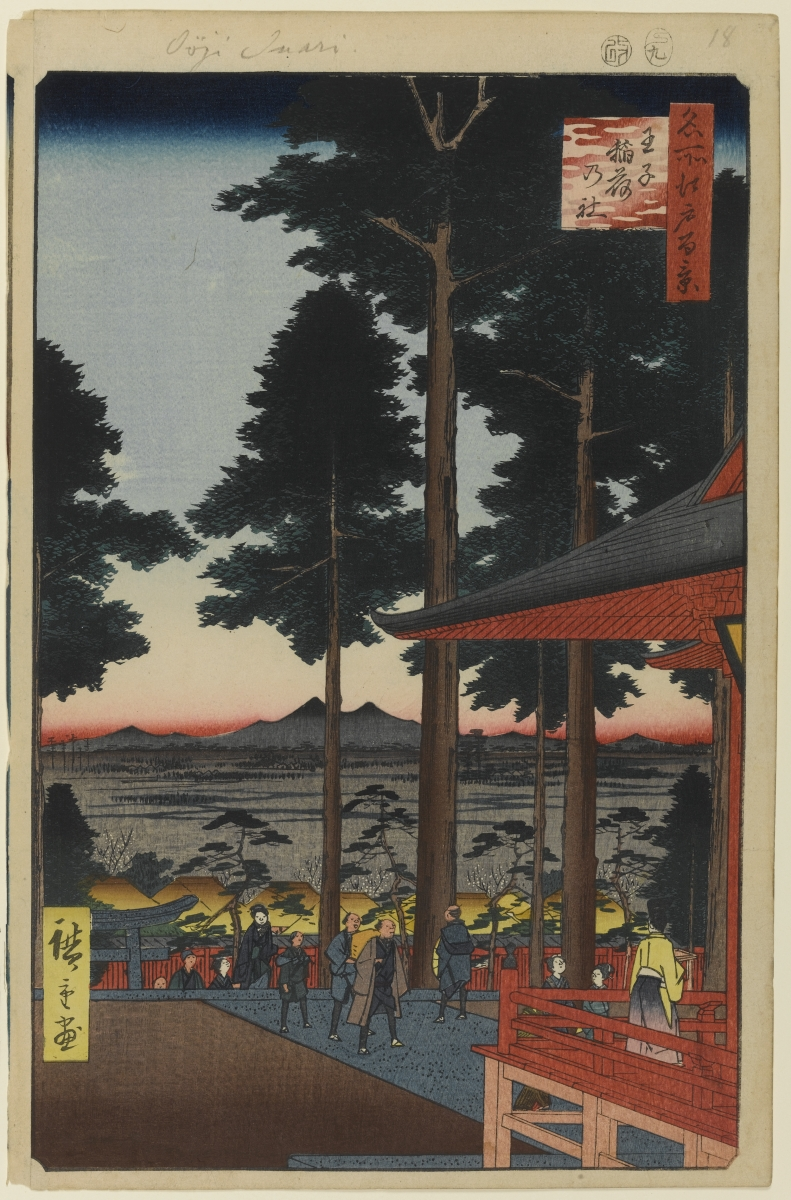
広重『名所江戸百景』に描かれた王子稲荷。

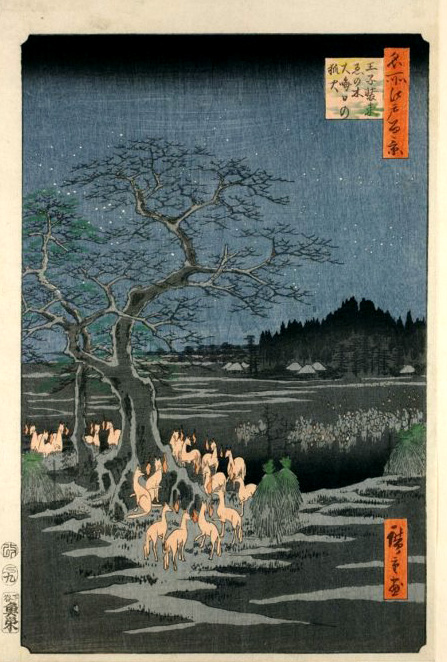
同じく、『名所江戸百景』王子装束ゑの木大晦日の狐火

王子稲荷神社（おうじいなりじんじゃ）は、東京都北区岸町にある神社である。東国三十三国稲荷総司との伝承を持ち、民話『王子の狐火』や落語『王子の狐』でも有名。

## 祭神
- 宇迦之御魂神
- 宇気母智之神
- 和久産巣日神

## 概略
古くは岸稲荷と号した。『新編武蔵風土記稿』巻之十八の豊島郡之十「王子村」によれば、荒川流域が広かった頃、その岸に鎮座した事から名付けられた。また、治承四年に源頼朝より奉納を得たという。徳川家康が王子稲荷、王子権現、両社の別当寺であった金輪寺に宥養上人を招いて以降、江戸北域にあって存在を大きくした。

### 狐火
『江戸砂子』王子稲荷の段に以下のとおり記されている。
毎年大晦日の夜、諸国のキツネ、社地の東、古榎のあたりにあつまり、装束をあらためるといい、江戸時代、狐火で有名であった。
「関東八州」の稲荷（参照：稲荷神）の総社と観光紹介されるようになっているが、元来は東国三十三国の稲荷総司の伝承をもっていた。 
社伝には「康平年中、源頼義、奥州追討のみぎり、深く当社を信仰し、関東稲荷総司とあがむ」 とある。この「関東」を中世以来別当寺金輪寺は、陸奥国まで含む「東国三十三国（参照：出羽三山*歴史項）」と解釈してきた。「三拾三ケ国の狐稲荷の社へ火を燈し来る」との王子神社の縁起絵巻「若一王子（にゃくいちおうじ）縁起」（紙の博物館蔵）の付箋が示す通り江戸中期までは神域に「東国三十三国」の幟、扁額を備えていた。寛政の改革時に幕府行政の上からの干渉を受けて以降、関八州稲荷の頭領として知られるようになった。
「三十三国」とあるが、北陸道・東山道・東海道を全部あわせても東国は30国しかない。33という数字は全令制国の合計66国を半分にした観念的な数字とする説、平安時代までに廃止された諏訪国・石城国・石背国を加えたものとする説、当時「蝦夷ヶ島」と総称された渡党（わたりとう）・日本（ひのもと）・唐子（からこ）を加えたとする説などがある。

### 祭事
毎月午の日が縁日で、2月初午の日、二の午、三の午には賑わう。社務所にて火防（ひぶせ）の凧、守札が出され、境内にも凧を売る店が立つ「凧市」が行われる。始まったのは江戸時代で、江戸に多かった火事を大きくする原因の風を切って高く上がる凧が火難除けのほか無病息災、商売繁盛にご利益があるとされるようになった。
大晦日から元日未明にかけては、除夜とともに「大晦日狐の行列」が王子稲荷へ向かう。これは上記の伝承を描いた歌川広重の浮世絵「王子装束ゑの木大晦日の狐火」を再現したイベントで、1993年（平成5年）に地元の有志が始めたものである。

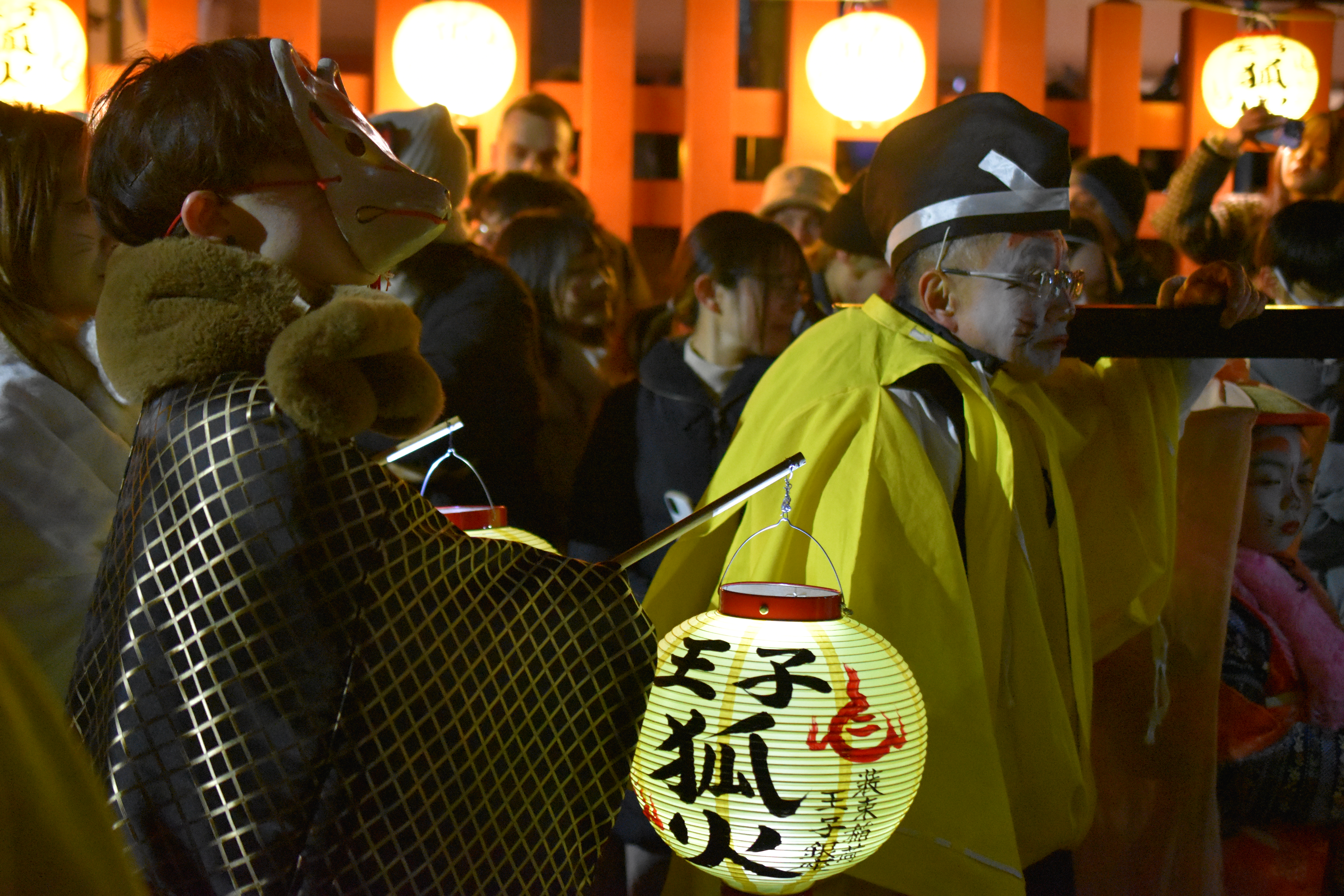
王子稲荷神社の前までやってきた狐の行列

## 王子稲荷の格式
『新編武蔵風土記稿』巻之十八　豊島郡之十　にはまた、王子稲荷について「当社は（王子）権現の末社の如く聞こえたれど左にあらず、金輪寺中興宥養（家康と昵懇の間柄の高僧）を王子両社（王子権現と王子稲荷）の別当に補せらると云うに拠っても知らるる」と記している。王子稲荷は江戸市民から神社人気一番を得続けた。

## 美術における王子稲荷
江戸時代には王子稲荷は江戸の名所として絵画に描かれ、歌川広重は『名所江戸百景』において王子稲荷を描いている。
同じく三代歌川豊国（国貞）には、弘化4年（1848年）から嘉永5年（1852年）の間に出版された三枚続きの浮世絵「王子稲荷初午祭ノ図」がある。これは中央図に「正一位王子稲荷大明神」の幟（のぼり）が描かれているものの、建物の描き方から実際には王子稲荷を描いたものではなく、甲斐国甲府の名所である甲斐善光寺（山梨県甲府市善光寺）を描いた「甲州善光寺境内之図初午」の表題が変えられたものであることが指摘される

## 文化財
- 柴田是真「額面著色鬼女図」[7]
- 谷文晁「龍図」[7]

## 備考
- 明治時代、乃木希典夫妻の崇敬が篤かったことから、1962年に至り、乃木神社に赤坂王子稲荷神社として分霊された。
- 当社は氏子地域が存在しない。当社所在地は王子神社の氏子地域である。

## 摂社

### 装束稲荷神社
かつて大晦日に諸国の狐が集い装束をあらためたという「装束榎」が1929年（昭和4年）の道路拡張に際して切り倒されたのち、その跡地に設けられた稲荷神社。現代の「狐の行列」はここを出発し王子稲荷神社へと向かう。

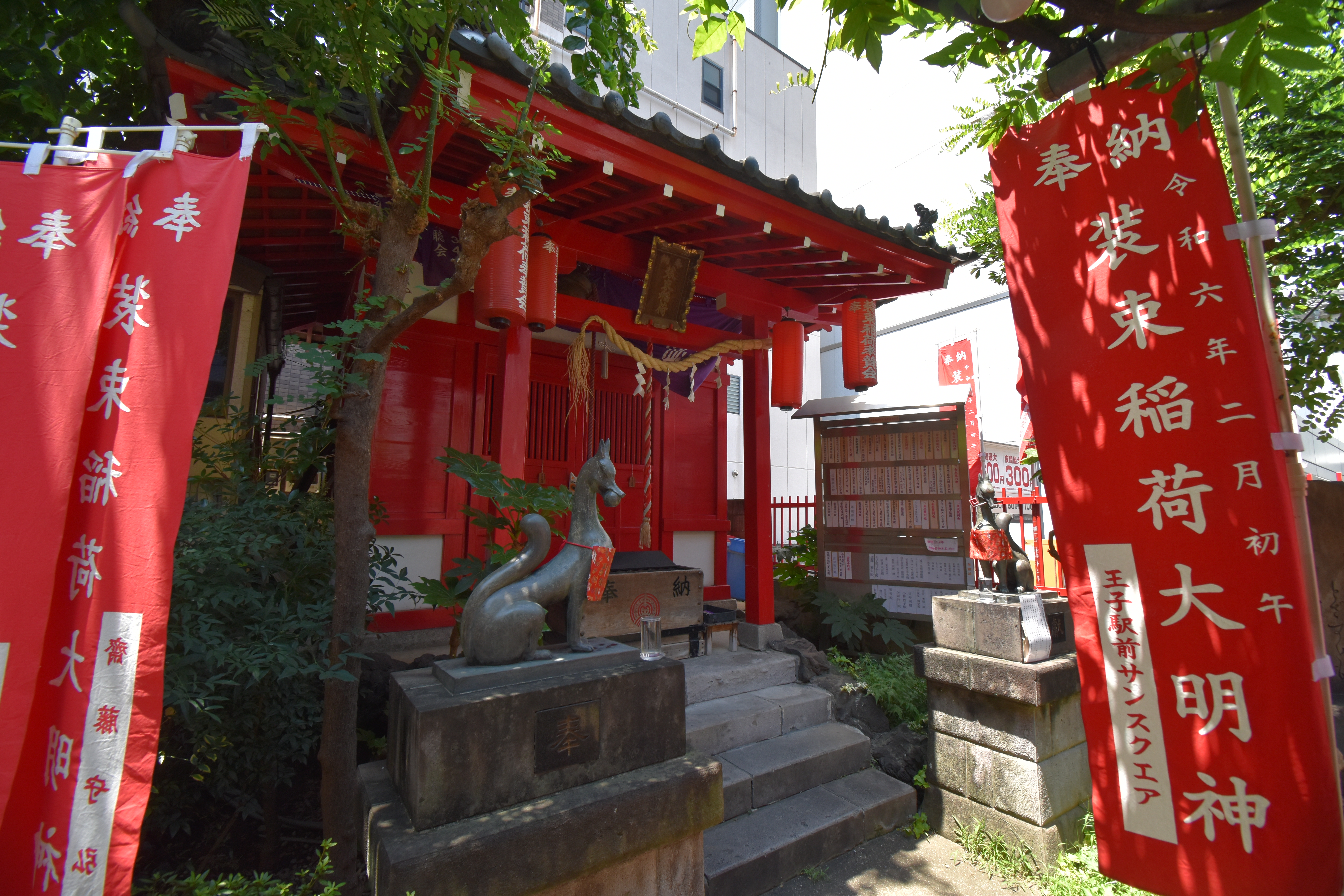
装束稲荷神社
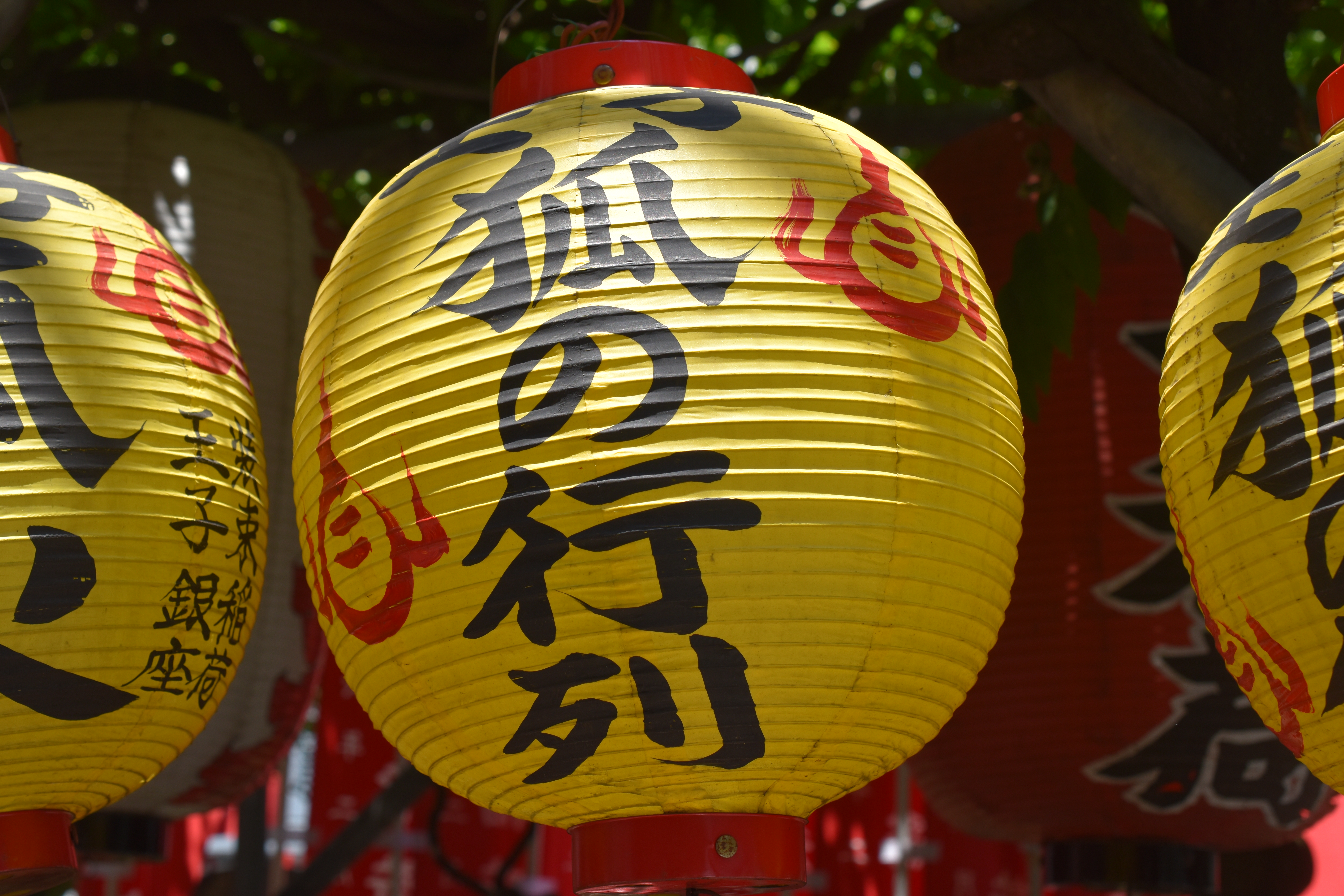
提灯
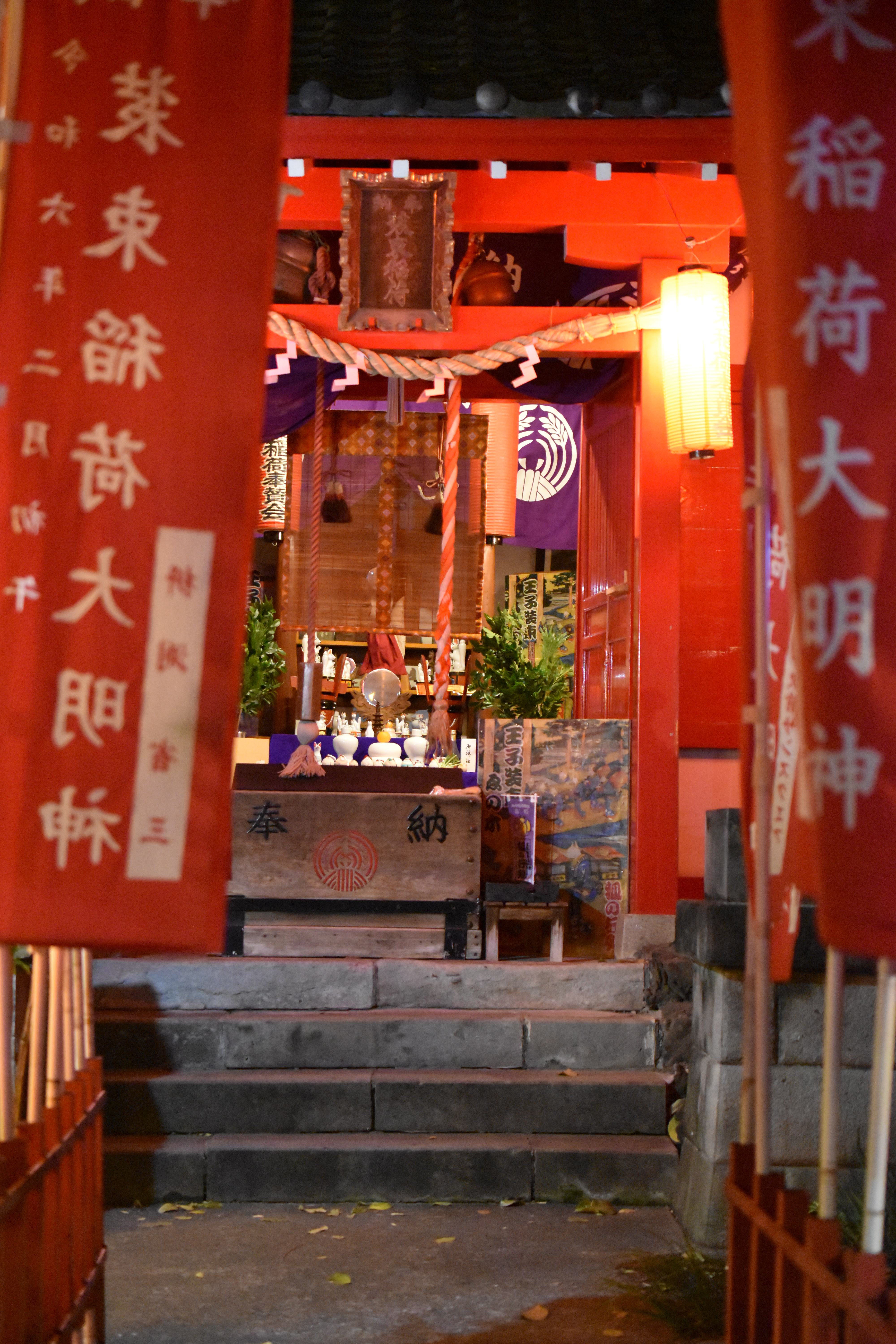
大晦日の装束稲荷
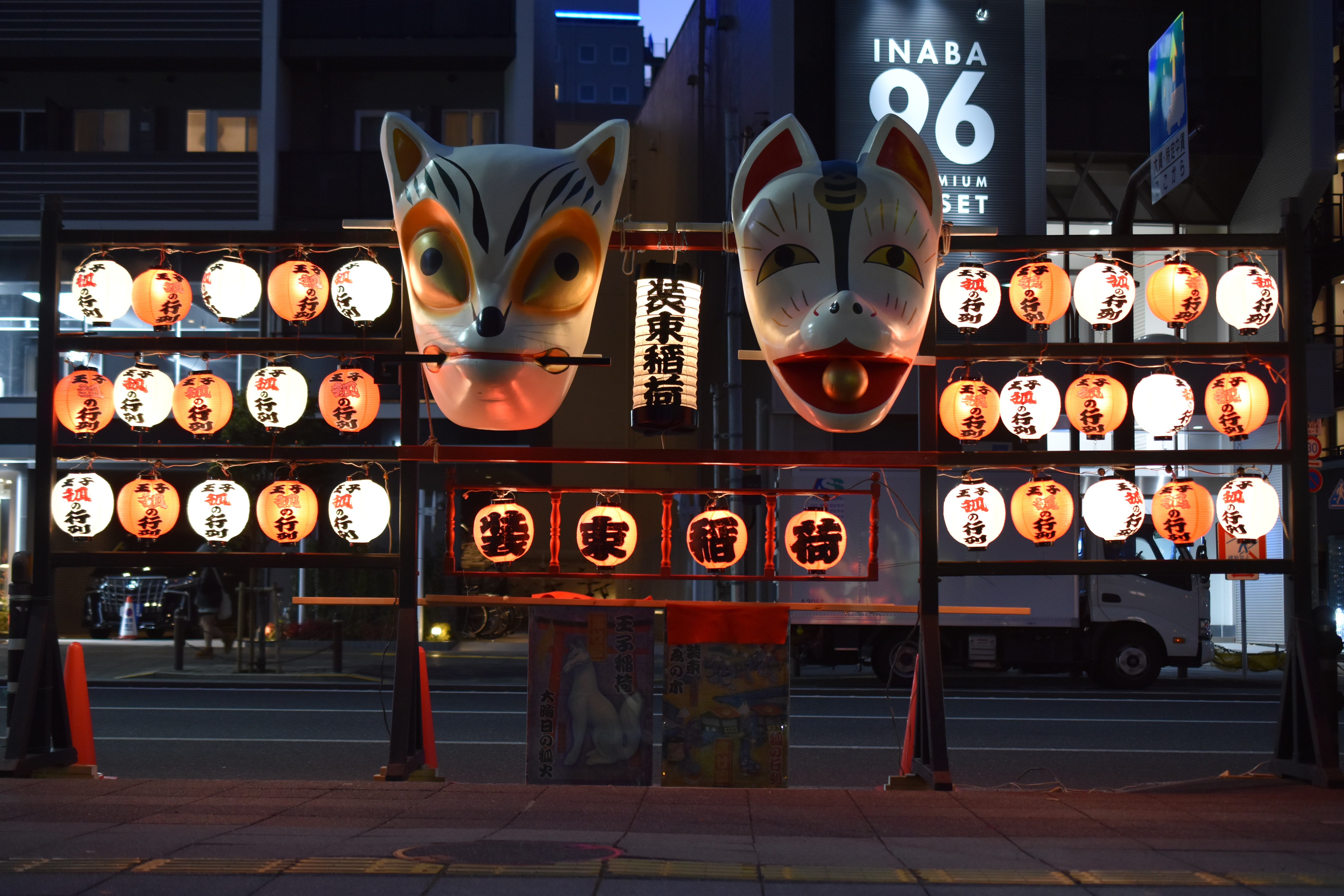
行列で使われる狐面